# Рентельн, Эверт фон
Эверт (Эвальд Вольдемар) фон Рентельн (нем. Evert/Ewert (Ewald Woldemar) von Renteln; 10 апреля 1893 — 9 января 1947) — немецкий и русский офицер, оберст вермахта. Кавалер Рыцарского креста Железного креста.

## Биография
Балтийский немец.Родился в имении Бремерфельд (Пряама) в окрестностях Вейссенштейна (Пайде) в семье местного помещика.
После окончания школы поступил для прохождения срочной службы вольноопределяющимся в лейб-гвардии Конный полк. Зачислен в запас в звании прапорщика.Поступил в университет.
С началом Великой войны вторично призван на армейскую службу в свой полк в чине корнета. Ранен в ходе боевых действий в Восточной Пруссии (31.08.1914).Произведён в штабс- ротмистры.  
С декабря 1918 года — офицер Балтийского полка 1 эстонской дивизии. С мая 1919 года — командир 2-го батальона 5-го Островского полка Северного корпуса,ротмистр. С июня 1919 командовал 7-м Уральским полком Северо-Западной армии в чине подполковника.С декабря 1919 года служил в Конно-егерском полку СЗА. На 26.03.1920 в офицерском резерве Балтийского полка Эстонской Народной армии в чине аламполковника (подполковник). Состоял в Союзе конногвардейцев.После ликвидации Северо-Западной армии жил в Эстонии, затем — в Лешно, Польша.С 1939 года в Германии .  
22 августа 1941 года поступил на службу в вермахт в чине майора .Осенью 1941 года фон Рентельн  вербовал на службу казаков в лагерях военнопленных.Командовал 638 казачьей ротой из советских коллаборационистов 5-й танковой дивизии в зимних боях против Красной Армии под Ржевом.С 5 ноября 1942 года — командир 750-го восточного полка (622- 625-й казачьи батальоны)  в боях против партизан у Дорогобужа,в 1943 году в Полоцко-Лепельской зоне в составе 8-й и 201-й охранных дивизий. В октябре полк переброшен во Францию,где в коммуне Мимизан подполковник фон Рентельн посетил генерала А.И. Деникина.В апреле 1944 года 750-й полк реорганизован как Festungs Grenadier Regiment 360 (360-й крепостной гренадерский полк). До августа 1944 года   личный состав полка был задействован на охране побережья в районе Бордо-Руайон (Royan).После высадки союзников фон Рентельн вел ожесточенные бои против партизан Сопротивления и англо-американских войск в составе 708-й дивизии.Во главе полка вышел из окружения к Линии Зигфрида,пройдя сотни километров по тылам врага.Участвовал в Эльзаско-Лотарингской операции 1–25 января с целью остановить продвижение союзников посредством контратаки группы армии G. В итоге этой операции немецкая группировка была разгромлена и 708 дивизия вермахта попала в Кольмарский мешок.В конце января 360-й полк смог выбраться из котла и направился в Австрию.В марте 1945 года полк фон Рентельна включен в состав Казачьего корпуса Гельмута фон Паннвица.Командовал в чине полковника пластунской бригадой (3-я казачья дивизия) в XV-м Казачьем кавалерийском корпусе ВС КОНР (03.-05.1945).Бригада вела бои против болгарских войск и партизан НОАЮ.12 мая 1945 года корпус сдался британским войскам.
Вместе с казаками 28 мая Эверт фон Рентельн был выдан СССР.Находился в лагерях в Прокопьевске и Новосибирске. 21 октября 1946 года военным трибуналом Западно-Сибирского военного округа приговорен к смертной казни. Расстрелян.

## Семья
Жена Анна фон Рентельн.Сын Альфред фон Рентельн (1925-44) погиб на Восточном фронте  на службе в Вермахте.

## Награды

### Российская империя
- Орден Святой Анны 4-й степени с надписью «За храбрость» (20 марта 1915)
- Орден Святого Владимира 4-й степени с бантом (20 мая 1915)
- Орден Святого Станислава 2-й степени с мечами (7 сентября 1919)
- Орден Святой Анны 2-й степени с мечами (31 декабря 1919)

### Третий Рейх
- Железный крест 2-го и 1-го класса
- Нагрудный знак «За танковую атаку» в бронзе
- Нагрудный знак «За ранение» в чёрном
- Медаль «За зимнюю кампанию на Востоке 1941/42»
- Нарукавный щит за уничтожение танков для казаков (1943)
- Знак отличия для восточных народов 1-го класса в серебре с мечами
- Рыцарский крест Железного креста (13 января 1945)